# Razići
Razići su naseljeno mjesto u općini Konjic, Federacija Bosne i Hercegovine, BiH.
Selo se nalazi na desnoj obali Neretve, u njenom gornjem toku.

## Povijest
Glavna crkva Komske župe podignuta je u 12. stoljeću u Razićima pored obale Neretve. Važnošću je bila ispred one na Biskupu gdje je bila obiteljska grobnica Sankovića. Pored crkve bilo je groblje. Na grobove su postavljani stećci. Prema Pavlu Anđeliću, ime sela nastalo je prema narodnom običaju. U vrijeme važnosti Komske župe njegovani su običaji klanja pijevca, rasipanja žita i slično. Žrtvovanje pijevca osobito je bilo rašireno i nekoliko toponima zove se Pijevčeva glavica, Pjevnik. Staroslavenski glagol "raziti" znači "klati", "žrtvovati" i prema tome su Razići vjerojatno dobili ime. U Razićima se u doba Sankovića nalazio rudokop. Prema drugim autorima, ime sela datira iz osmanskog vremena i islamizacije, po kršćanki koja je prešla na islam (razi).

## Stanovništvo

### 1991.
Nacionalni sastav stanovništva 1991. godine, bio je sljedeći:
ukupno: 153
- Muslimani – 132
- Srbi – 12
- Hrvati – 8
- ostali, neopredijeljeni i nepoznato – 1

### 2013.
Nacionalni sastav stanovništva 2013. godine, bio je sljedeći:
ukupno: 59
- Bošnjaci – 57
- Srbi  – 2

## Vanjske poveznice
- Satelitska snimka[neaktivna poveznica]